# Oligonyx bicornis
Oligonyx bicornis es una especie de mantis de la familia Thespidae.

## Distribución geográfica
Se encuentra en México.